# Marcin Cieślak (hokeista)
Marcin Cieślak (ur. 18 marca 1976) – polski hokeista, trener.

## Kariera
- SMS I Sosnowiec (1995–1996)
- Cracovia (1996–2000)
- KTH Krynica (2000–2003)
- Orlik Opole (2003–2004)
- Cracovia (2004–2008)

Uczestniczył w turnieju hokejowym na Zimowej Uniwersjadzie 1997.
Od sezonu 2008/2009 trener grup dziecięcych w Cracovii. 

## Sukcesy
- Złoty medal mistrzostw Polski: 2006, 2008 z Cracovią